# Turiner Papyrus (Landkarte)

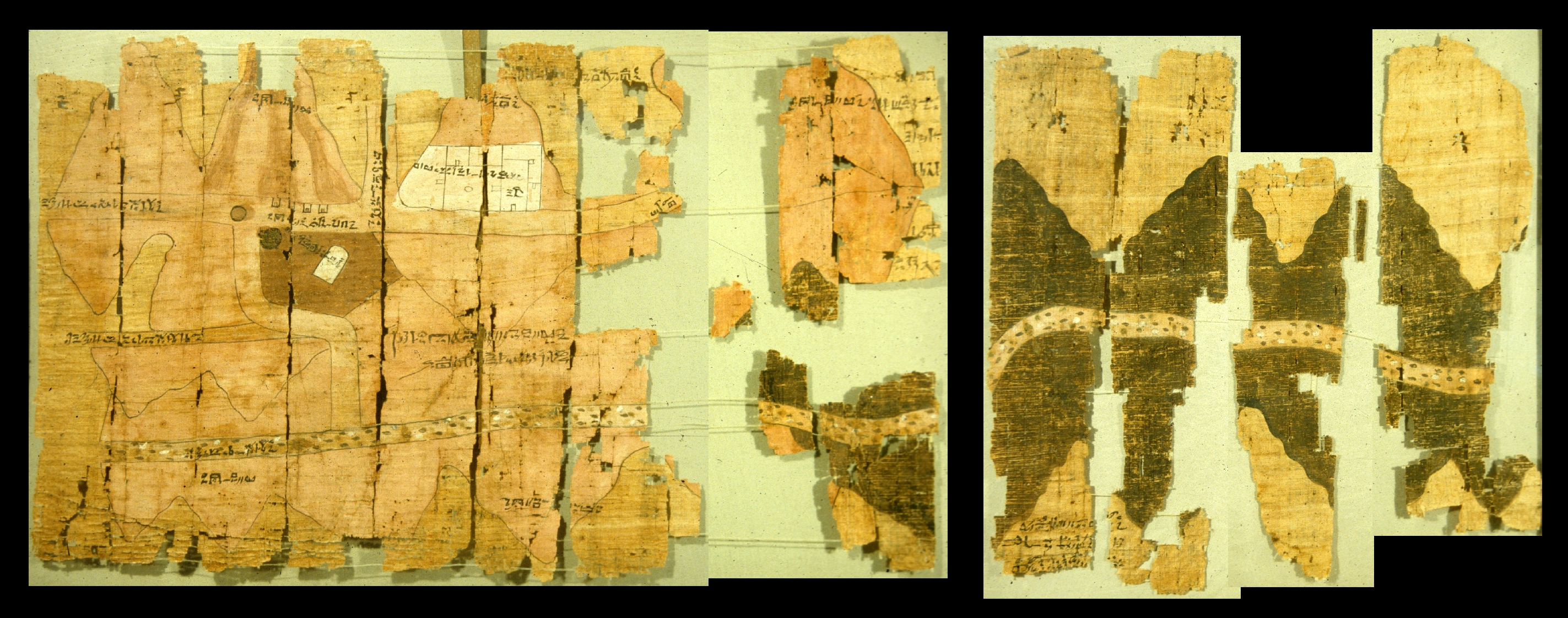
Turiner Papyrus (linke Hälfte)

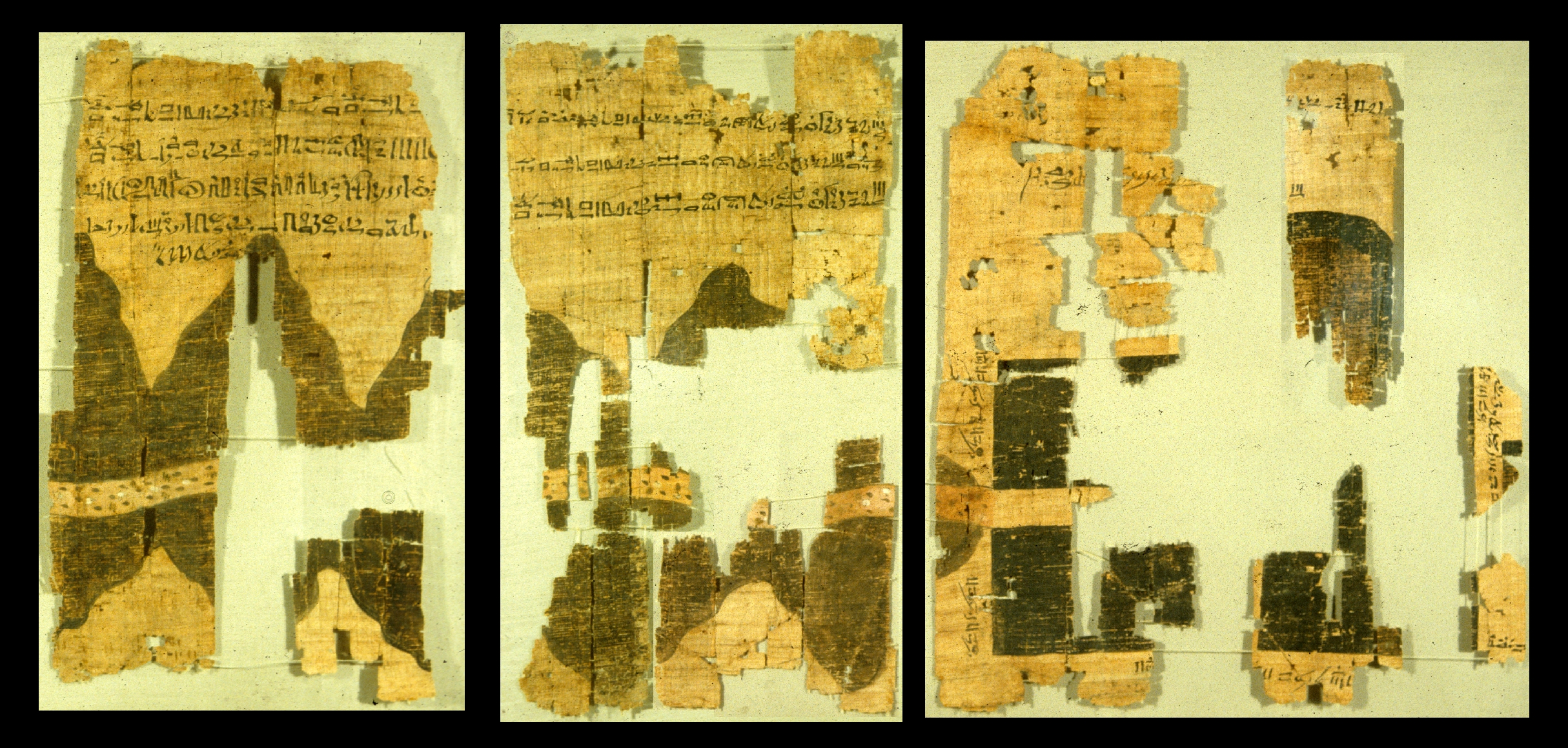
Turiner Papyrus (rechte Hälfte)

Der Turiner Papyrus ist eine altägyptische Landkarte, die als bedeutendste erhaltene topografische Karte aus der Zeit um 1160 v. Chr. gilt. Der Bogen wurde vor 1824 in Deir el-Medina in Theben von Bernardino Drovetti gefunden, der als Napoleons Prokonsul in Ägypten arbeitete. Das Dokument wird heute im Ägyptischen Museum in Turin aufbewahrt.

## Ursprung
Die Karte wurde um 1160 v. Chr. vom bekannten Schreiber Amennachte (dem Sohn Ipuys) angefertigt und diente einer Forschungsreise Ramses IV. zum Wadi Hammamat in der Östlichen Wüste. Das Ziel waren Aufschlüsse präkambrischer Metagrauwacke-Felsen (Bechen) des Arabisch-Nubischen Schildes, aus denen Königsstelen gemacht werden sollten. Obgleich bereits verschiedentlich in der ägyptologischen Fachliteratur die Gegend um Bir Umm Fawakhir mit Wadi Hammamat in der ägyptischen Ostwüste als die Lokalisation des Papyrus genannt wurde, konnten erstmals von Klemm & Klemm (1989) anhand von Luftbildern diese Vermutungen eindeutig bestätigt werden.

## Karteninhalt
Die Karte zeigt eine 15 Kilometer lange Strecke des Wadi Hammamat, seinen Zusammenfluss mit dem Wadi Atalla und El-Sid, die umgebenden Hügel, den Bechen-Steinbruch, ein Goldbergwerk und die Siedlung bei Bir Umm Fawakhir.
Auf der Karte befinden sich außerdem zahlreiche Anmerkungen zu den Abbildungen, den Zielen der Wadiverläufe, den Distanzen zwischen Steinbruch und Mine, den Goldlagerstätten in den Hügeln und den Bechensteinblöcken im Steinbruch. Die Karte ist oben nach Süden in Richtung der Nilquelle ausgerichtet. Wie im Turiner Museum rekonstruiert, soll die Karte die Maße 2,8 × 0,41 m haben, was jedoch nicht mit neueren Untersuchungen von Harrell and Brown (1992a, 1992b) übereinstimmt.

## Bedeutung
Es handelt sich bei dem Dokument nicht nur um die erste, jedoch bereits erstaunlich modern gestaltete topographische Karte, sondern gleichzeitig um die älteste bekannte geologische Karte, da sie die als schwarze und rosa Hügel gekennzeichneten Lagestellen der verschiedenen Felsarten, sowie die unterschiedlichen, als braune, grüne und weiße Punkte markierten Wadi-Kiesarten angibt und außerdem Informationen zur Gewinnung der Steine und Minenprodukte enthält.
Der Zeichner stellte die Geländemerkmale klar, sorgfältig und in Übereinstimmung mit den tatsächlichen Gegebenheiten dar und steigerte den Informationsgehalt durch Anmerkungen und kontrastreiche Farben.